# Ann Simonsová
Ann Simons, (* 5. srpna 1980, Tongeren, Belgie) je bývalá reprezentantka Belgie v judu. Je majitelkou bronzové olympijské medaile.

## Sportovní kariéra
Vyrůstala v obci Gellik, kde se v dětství seznámila s judem. Vrcholově se mu potom věnovala v Lommelu.
V roce 2000 se dokázala kvalifikovat na olympijské hry v Sydney na úkor Ilse Heylenové. Formu na olympijský turnaj se jí podařilo načasovat a chybělo jí více štěstí ve čtvrtfinále, kde sudí po hantei určili za vítězku její soupeřku. V opravách si však počínala mazaně a vybojovala bronzovou olympijskou medaili.
Po olympijských jí začala trápit bolest kolene, kvůli které se nezvládala optimálně připravovat na turnaje. Přišla tím především o účast na olympijských hrách v Athénách v roce 2004. Po sezoně 2005 se rozhodla k radikálnímu řešení operace, která jí však od problému nezbavila. V roce 2007 tak s vrcholovým judem musela skončit. U sportu nezůstala, pracuje jako ekonomka.

## Výsledky
| Olympijské hry     | —   |    |    |     | 3.  |     |    |     | —  |    |
| Mistrovství světa  |     | —  |    | úč. |     | úč. |    | úč. |    | 5. |
| Mistrovství Evropy | —   | —  | —  | 3.  | úč. | 3.  | 7. | 3.  | 7. | 5. |
| MS juniorů         | 5.  |    | 3. |     |     |     |    |     |    |    |
| ME juniorů         | úč. | 5. | 3. | 1.  |     |     |    |     |    |    |